# Seznam českých hráčů v KHL v sezóně 2021/2022
Toto je seznam hráčů Česka v sezóně 2021/2022 KHL.

| Klub                       | Hráč                                                                  | Link             |
| Bobrovova divize           | Bobrovova divize                                                      | Bobrovova divize |
| -------------------------- | --------------------------------------------------------------------- | ---------------- |
| Jokerit                    | David Sklenička odchod do Oulun Kärpät (Liiga)                        | Zde              |
| Severstal Čerepovec        | nikdo                                                                 | Zde              |
| SKA Petrohrad              | nikdo                                                                 | Zde              |
| HK Soči                    | nikdo                                                                 | Zde              |
| HK Viťaz Moskevská oblast  | nikdo                                                                 | Zde              |
| HK Spartak Moskva          | Jakub Jeřábek                                                         | Zde              |
| Tarasovova divize          |                                                                       |                  |
| CSKA Moskva                | nikdo                                                                 | Zde              |
| Dinamo Riga                | Matěj Machovský odchod do Sparta Praha • Rudolf Červený • Lukáš Radil | Zde              |
| HK Dynamo Moskva           | nikdo                                                                 | Zde              |
| HK Dinamo Minsk            | Jakub Krejčík                                                         | Zde              |
| Lokomotiv Jaroslavl        | nikdo                                                                 | Zde              |
| Charlamovova divize        |                                                                       |                  |
| Ak Bars Kazaň              | nikdo                                                                 | Zde              |
| Avtomobilist Jekatěrinburg | Jakub Kovář odchod do ZSC Lions                                       | Zde              |
| Metallurg Magnitogorsk     | nikdo                                                                 | Zde              |
| CHK Neftěchimik Nižněkamsk | Lukáš Klok • Ronald Knot                                              | Zde              |
| Torpedo Nižnij Novgorod    | nikdo                                                                 | Zde              |
| Traktor Čeljabinsk         | Roman Will • Tomáš Hyka • Lukáš Sedlák                                | Zde              |
| Černyšovova divize         |                                                                       |                  |
| Amur Chabarovsk            | Michal Jordán • Patrik Bartošák • David Tomášek • Radan Lenc          | Zde              |
| Avangard Omsk              | Šimon Hrubec                                                          | Zde              |
| Barys Astana               | nikdo                                                                 | Zde              |
| HC Rudá hvězda Kunlun      | nikdo                                                                 | Zde              |
| Salavat Julajev Ufa        | nikdo                                                                 | Zde              |
| HK Sibir Novosibirsk       | nikdo                                                                 | Zde              |